# Beuern (Greifenberg)
Beuern ist ein Ortsteil der Gemeinde Greifenberg im oberbayerischen Landkreis Landsberg am Lech.

## Geografie
Das Kirchdorf Beuern liegt circa zwei Kilometer nördlich von Greifenberg.

## Geschichte
Bereits 1052 ist der Name Buron nachweisbar, erstmals urkundlich erwähnt wird Beuern 1230 in einer Urkunde von Gottschalk Zwiggerl, der seinen Hof in Beuern dem Kloster Dießen vermacht. Von 1369 bis 1420 ist der Sedelhof im Besitz der Greifen von Greifenberg, die ihn schließlich den bayerischen Herzögen verkaufen. Andere Höfe im Ort gehören den Herren von Perfall, dem Kloster Dießen oder sind ohne Grundherren.
Beuern war bis zur Gebietsreform eine eigenständige Gemeinde. Am 1. Mai 1978 wurde diese aufgelöst und die Gemeindeteile nach Eresing und Greifenberg eingemeindet.

## Sehenswürdigkeiten
In Beuern befindet sich die katholische Pfarrkirche St. Michael, die 1725 von Joseph Schmuzer neu errichtet wurde. Von dem Vorgängerbau ist lediglich der spätgotische Kirchturm erhalten. Unter Denkmalschutz steht ferner das ehemalige Pfarrhaus mit Pfarrstadel.
Siehe auch: Liste der Baudenkmäler in Beuern

## Bodendenkmäler
Siehe: Liste der Bodendenkmäler in Greifenberg